# Піранья (фільм, 1995)
«Піранья» (англ. Piranha) — американський телевізійний фільм жахів 1995 року режисера Скотта П. Леві. Ремейк однойменного фільму 1978 року та третя частина серії фільмів «Піранья», виконавчий продюсер Роджер Корман. У фільмі знялася Міла Куніс у своїй дебютній ролі.

## Синопсис
Зграя піраній-вбивць атакує густонаселений курорт «Лост Рівер Лейк Резорт».

## Акторський склад
| Актор           | Роль                 |
| --------------- | -------------------- |
| Александра Пол  | Меггі Макнамара      |
| Вільям Катт     | Пол Ґроґан           |
| Дарлін Карр     | доктор Летіція Бейнс |
| Солейл Мун Фрай | Лора Дікінсон        |
| Джеймс Карен    | губернатор           |
| Міла Куніс      | С'юзі Ґроґан         |
| Ліленд Орсер    | Террі Векслер        |

## Виробництво
Замість того, щоб знімати нові спецефекти для фільму, виконавчий продюсер Роджер Корман переробив спецефекти з оригіналу. Сценарій майже ідентичний до оригіналу, але з нього вилучено весь гумор і комедію. Режисер оригінального фільму Джо Данте і продюсер Джон Девідсон висловили свою неприязнь до фільму в аудіокоментарях на DVD до оригіналу.

## Випуск
Прем'єра фільму відбулася 1 жовтня 1995 року в США.